# 化学换肤
化学换肤又稱化学剥皮、化学剥脱术、化学换肤术、刷酸、化学脱皮，是一种可以讓皮膚纹理更光滑以及去除痤疮瘢痕的方法。人們會讓化学物质作用于皮肤表层，讓皮肤出現损伤，然後再讓皮肤表层和真皮重建。